# توماس لانزینی
توماس لانزینی (انگلیسی: Tomás Lanzini؛ زادهٔ ۳ ژوئن ۱۹۸۸) بازیکن فوتبال اهل آرژانتین است.